# HyperScan
Mattel HyperScan（マテル ハイパースキャン）は、2006年にマテル社が発売した家庭用ゲーム機。従来のゲーム機と同様にゲームをプレイできることに加え、別売の「カード」（トレーディングカード、トレカ）をゲーム機本体に内蔵されたスキャナに読み込ませることでゲームを「拡張」出来る、と言うコンセプトの製品であった。

## 概要
アメリカの大手玩具会社であるマテル社が発売した。ヒーロー物アニメのトレカに興味を持つような5歳から9歳の男児を対象にしたゲーム機であり（そのわりになぜかESRBのレーティングで「T」（13歳以上）のゲームが含まれている）、ゲーム機というより玩具に近い。ゲームの供給メディアとしてはUDFフォーマットのCD-ROMを採用しているが、別売のトレカが肝となる。旧来のゲーム機然としたコントローラーに加えて、13.56MHzのRFIDスキャナを入力機器として採用しており、そこにカードをかざすことで、カードに組み込まれたRFIDのメモリ内の情報を読みとってゲーム内のキャラクターの能力を拡張したり、またはカードにセーブデータを書き込んだりすることが出来ようになっている。
ゲーム機の価格は69.99ドル、ゲームソフトの価格は$19.99でローンチされたが、まったく売れずに即座にワゴンセール行きとなり、ゲーム機本体は$9.99まで、ソフトは$1.99まで、カードのブースターパックは1パック$0.99まで値下がりした。2006年に販売が開始されたが、2007年には販売が終了されることとなった。 HyperScanは『PC World』誌が選ぶ「史上最悪のゲーム機」の7位として挙げられている。
ゲーム機とゲームソフトとともにトレカを売って儲けようと言うマテル社の企みは失敗に終わった。

## 仕様
児童向け玩具と言うこともあって、さほど先進的なテクノロジーが使われているわけではなく、むしろ無名メーカーの安価な製品を採用している。CPUには威力棒をはじめとして多数の玩具に採用実績のある台湾Sunplus（凌陽科技）製のSPGシリーズを採用。非接触型ゲームカードのRFIDタグやスキャナ周りの開発はイギリスのInnovision Research and Technology plcが担当した。
- CPU：Sunplus（凌陽科技）SPG290[5]
- UART、I²Cなど
- 出力：コンポジットビデオ端子
- メモリ:16 MB SDRAM
- 解像度：640×480、65535色（RGB 565 mode）
- RFIDスキャナ（13.56 MHz）

### RFIDストレージ
ゲームソフト本体とは別売の「カード」として供給された。
- 96 bytes of user memory
- 8 bytes unique ID
- 6 bytes of one time programmable memory[6]

## バリエーション
機体のバリエーションは「cube box」と「2-player value pack」の2つが存在した。店頭販売のみの「Cube Box」版は本体とコントローラに『X-MEN』のゲームディスクと『X-MEN』用カード6枚をバンドルしており、オンライン販売のみ（実際は実店舗でも在庫処分のために販売されたようである）の「Two player value packs」版はそれに加えて2プレイ用のコントローラと『X-MEN』カードを12枚付属していた。

## ソフトウェア
『X-Men』『Ben 10』『Interstellar Wrestling League』『Marvel Heroes』『Spider-Man』の5本が確認されている。6本目の『Avatar the Last Airbender』はごく少数のみ販売されたようであるが不明。トレカを売るためのゲームであるため、すべてキャラクターゲームとなっている。HyperScanの失敗を受け、7本目のソフトとして企画されていた『Nick Extreme Sports』は開発が中止された。
何人かの有志がハードの解析を試みており、同人ソフトも製作されている。